# Kullu
Kullu, autrefois appelée Kul-anti-peetha, est la capitale du district de Kullu. Elle est située dans l'Himachal Pradesh en Inde.

## Art
L'école Kullu est une école de la peinture rajput.

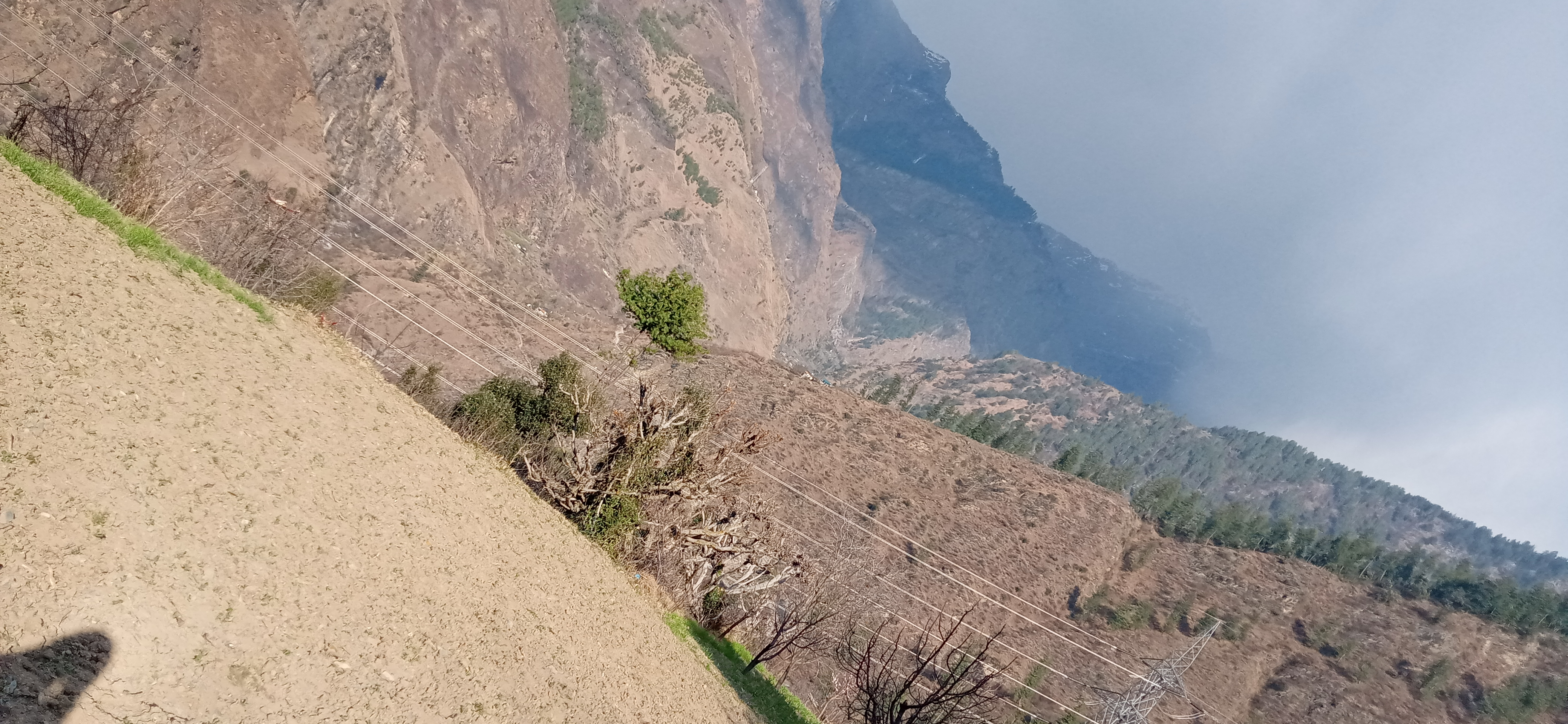
Une vue sur la nature de Kullu.